# Evolocumab
Evolocumab es un medicamento indicado en el tratamiento de las hiperlipemias. Es un anticuerpo monoclonal que actúa uniéndose a la proteína PCSK9, pertenece a un nuevo grupo de medicamentos hipolipemiantes llamados inhibidores de la proproteína convertasa subtilisina/kexina tipo 9. Su utilización ha sido autorizada como complemento de la dieta y el tratamiento en pacientes que no alcanzan los niveles óptimos de LDL con dosis máximas de estatinas. Se administra mediante inyección subcutánea cada 2 o 4 semanas.

## Dosis y vía de administración
Se administra por vía subcutánea a una dosis de 140 mg cada 2 semanas o 420 mg una vez al mes.